# Джонні Юнайтас
Джон Константайн Юнайтас (англ. John Constantine Unitas 7 травня 1933 — 11 вересень 2002), більш відомий як Джонні ЮНАЙТЕС — професійний гравець в американський футбол, на позиції квотербека. Дебютував у Національній футбольній лізі 1956 році. Виступав за команди «Балтімор Колтс», «Сан-Дієго Чарджерс». ЮНАЙТЕС з хорошим кидком, увагою з боку ЗМІ і великою популярністю, став прототипом сучасного квотербека. Він вважається одним із найкращих гравців в історії НФЛ.

## Раннє життя
Джон Константайн Юнайтас народився в 1933 році в Піттсбург е в родині Френціса Юнайтаса і іммігрантки з  Литви Хелен Суперфіскі. Дитинство провів в передмісті Піттсбурга  Маунт Вашингтон
Його батько займався бізнесом у сфері поставок вугілля і помер від пневмонії у віці 38 років, коли хлопчикові було всього чотири роки, тому Джонні ростила його мати, якій доводилося працювати на двох роботах, щоб забезпечити сім'ю, в якій крім Джонні було ще троє дітей. Його незвичайна прізвище — результат фонетичної  транслітерації поширеною литовської прізвища Йонайтіс. Джонні відвідував старшу школу Сент-Джастінс в Піттсбурзі, де грав за місцеву футбольну команду на позиціях хафбек а і квотербека. По закінченню навчання в школі Юнайтас збирався продовжити грати в американський футбол вже на студентському рівні і почав вибирати відповідний університет.

## Особисте життя
У віці 21 року Юнайтас одружився зі своєю шкільною подругою Дороті Хоелл. Весільна церемонія, яку провів його дядько, відбулася 20 листопада 1954 року. Пара проживала в Тоусон (штат Меріленд) Johnny Unitas 'Former Home To Hit the Market | Towson, MD Patch [Архівовано 8 березня 2018 у Wayback Machine.] Retrieved 2012-10-24. та до того, як вони розлучилися, у них народилося п'ятеро дітей. 26 червня 1972 року Юнайтас одружився з Сандрою Лемон, з якою прожив до самої своєї смерті 11 вересня 2002 року. Разом вони жили в Тімоніум, BSO Decorators 'Show House highlights Johnny Unitas 'home [Архівовано 4 березня 2016 у Wayback Machine.] Retrieved 2014-10-24. та у них народилося троє дітей.
Предложить исправление

## Статистика
Зав = Завершені паси; Поп = Спроб; % Зав = Відсоток завершених пасів; Я / П = Ярдів за одну спробу; ТД-п = Тачдаун-пасів; Пер = перехоплення; ТД = Таудаунов. 
| Рік      | Команда            | Ігор | Паси | Паси | Паси | Паси  | Паси | Паси | Паси | Виноси | Виноси | Виноси |
| Рік      | Команда            | Ігор | Зав  | Поп  | %Зав | Ярдів | Я/П  | ТД-п | Пер  | Поп    | Ярдів  | ТД     |
| -------- | ------------------ | ---- | ---- | ---- | ---- | ----- | ---- | ---- | ---- | ------ | ------ | ------ |
| 956      | Балтімор Колтс     | 12   | 110  | 198  | 55.6 | 1498  | 7.6  | 9    | 10   | 28     | 155    | 1      |
| 1957     | Балтімор Колтс     | 12   | 172  | 301  | 57.1 | 2550  | 8.5  | 24   | 17   | 42     | 171    | 1      |
| 1958     | Балтімор Колтс     | 10   | 136  | 263  | 51.7 | 2007  | 7.6  | 19   | 7    | 33     | 139    | 3      |
| 1959     | Балтімор Колтс     | 12   | 193  | 367  | 52.6 | 2899  | 7.9  | 32   | 14   | 29     | 145    | 2      |
| 1960     | Балтімор Колтс     | 12   | 190  | 378  | 50.3 | 3099  | 8.2  | 25   | 24   | 36     | 195    | 0      |
| 1961     | Балтімор Колтс     | 14   | 229  | 420  | 54.5 | 2990  | 7.1  | 16   | 24   | 54     | 190    | 2      |
| 1962     | Балтімор Колтс     | 14   | 222  | 389  | 57.1 | 2967  | 7.6  | 23   | 23   | 50     | 137    | 0      |
| 1963     | Балтімор Колтс     | 14   | 237  | 410  | 57.8 | 3481  | 8.5  | 20   | 12   | 47     | 224    | 0      |
| 1964     | Балтімор Колтс     | 14   | 158  | 305  | 51.8 | 2824  | 9.3  | 19   | 6    | 37     | 162    | 2      |
| 1965     | Балтімор Колтс     | 11   | 164  | 282  | 58.2 | 2530  | 9    | 23   | 12   | 17     | 68     | 1      |
| 1966     | Балтімор Колтс     | 14   | 195  | 348  | 56   | 2748  | 7.9  | 22   | 24   | 20     | 44     | 1      |
| 1967     | Балтімор Колтс     | 14   | 255  | 436  | 58.5 | 3428  | 7.9  | 20   | 16   | 22     | 89     | 0      |
| 1968     | Балтімор Колтс     | 5    | 11   | 32   | 34.4 | 139   | 4.3  | 2    | 4    | 3      | -1     | 0      |
| 1969     | Балтімор Колтс     | 13   | 178  | 327  | 54.4 | 2342  | 7.2  | 12   | 20   | 11     | 23     | 0      |
| 1970     | Балтімор Колтс     | 14   | 166  | 321  | 51.7 | 2213  | 6.9  | 14   | 18   | 9      | 16     | 0      |
| 1971     | Балтімор Колтс     | 13   | 92   | 176  | 52.3 | 942   | 5.4  | 3    | 9    | 9      | 5      | 0      |
| 1972     | Балтімор Колтс     | 8    | 88   | 157  | 56.1 | 1111  | 7.1  | 4    | 6    | 3      | 15     | 0      |
| 1973     | Сан-Дієго Чарджерс | 5    | 34   | 76   | 44.7 | 471   | 6.2  | 3    | 7    | 0      | 0      | 0      |
| 'Всього' | 'Всього'           | 211  | 2830 | 5186 | 54.6 | 40239 | 7.8  | 290  | 253  | 450    | 1777   | 13     |